# Wärmekraftwerk

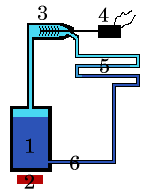
Kreislauf eines Wärmekraftwerkes
1: Dampfkessel
2: Wärmequelle
3: Dampfturbine
4: Generator
5: Kondensator / Kühlung
6: Rohrleitung

Ein Wärmekraftwerk wandelt Wärme, genauer thermische Energie, teilweise in elektrische Energie um. Es wird auch thermisches Kraftwerk oder kalorisches Kraftwerk genannt. Für eine Umwandlung müssen mindestens zwei Wärmereservoirs mit ausreichendem Temperaturunterschied vorliegen. Die Wärme wird zunächst in einer Kraftmaschine, oft einer Turbine, in nutzbare kinetische Energie umgewandelt und diese dann durch einen Generator in elektrische Energie, es findet also eine Energieumwandlung statt.
Viele Wärmekraftwerke sind Dampfkraftwerke. Es gibt allerdings auch Kraftwerke, die keine Dampfturbinen oder einen Wasserkreislauf aufweisen, wie beispielsweise historische Kraftwerke mit Dampfmaschinen oder moderne Diesel-/Gasmotor- oder Gasturbinenkraftwerke. Ein gemeinsames Kennzeichen von heutigen Wärmekraftwerken sind die thermodynamischen Kreisläufe des Arbeitsmittels, die beim Dampfkraftwerk geschlossen und beim Gaskraftwerk offen sind.

## Bedeutung des Wärmekraftwerkes
Wärmekraftwerke liefern in den meisten industrialisierten Staaten (Ausnahmen: Norwegen, Schweiz und Österreich) einen Großteil (je nach Region 60–100 %) der elektrischen Energie. Dies liegt auch an den verfügbaren Energievorkommen in Form von fossilen Brennstoffen wie Erdöl und Kohle sowie Energievorkommen aus Uran. Diese Quellen wurden jahrzehntelang genutzt und die Technologien optimiert. Alternative Energiequellen und Verfahren gewinnen aber stetig an Bedeutung, da die fossilen Vorkommen begrenzt sind und ihre Abgas- und Abfallprodukte umweltschädlich sind.

## Wärmequelle
Die meisten Wärmekraftwerke erzeugen die benötigte Wärme selbst, indem sie fossile Brennstoffe verbrennen oder im Kernkraftwerk die Abwärme von nuklearen Prozessen nutzen. Als natürliche Wärmequellen können die Erdwärme und die Sonnenstrahlung genutzt werden.

## Wirkungsgrad
Der elektrische Wirkungsgrad von Wärmekraftwerken wird durch den zweiten Hauptsatz der Thermodynamik begrenzt. Ein ideales Wärmekraftwerk würde einen Carnot-Prozess realisieren, dessen theoretischer Wirkungsgrad sich aus dem Verhältnis von oberem Temperaturniveau {\textstyle T_{H}} und unterem Temperaturniveau {\textstyle T_{L}} ergibt:
{\displaystyle \eta _{th}=1-{\frac {T_{L}}{T_{H}}}}
Der theoretische Wirkungsgrad von Gaskraftwerken und Dampfkraftwerken liegt unterhalb des Carnot-Wirkungsgrades, da sich die zur Energiewandlung genutzten Wärmekraftprozesse vom Carnot-Prozess unterscheiden. Bei Gaskraftwerken wird meist der  Joule-Kreisprozess genutzt, während für Dampfkraftwerke ein Prozess auf Basis des Clausius-Rankine-Kreisprozesses genutzt wird. Die bei der Energiewandlung unvermeidlichen Verluste müssen in Form von Wärme auf dem niedrigeren Temperaturniveau abgeführt werden.
Wird die Abwärme nicht zum Heizen verwendet, liegt der Wirkungsgrad eines heutigen Kraftwerkes typischerweise zwischen 30 % und 45 %. Höhere Wirkungsgrade lassen sich in Systemen mit mehr als einer Turbine erzielen, jedoch ist der technische Aufwand entsprechend größer. Praktisch ausgeführt werden solche Anlagen beispielsweise in Gas-und-Dampf-Kombikraftwerken.
Eine wesentlich bessere Ausnutzung der eingesetzten Primärenergie kann in Heizkraftwerken durch Auskopplung von Fern- oder Prozesswärme erzielt werden (Kraft-Wärme-Kopplung). Dadurch können Gesamtwirkungsgrade (genauer: Gesamt-Nutzungsgrad) von 60 % bis 70 % erreicht werden, in Blockheizkraftwerken sogar über 90 %.

## Faktoren für die praktische Nutzbarkeit
Neben dem Wirkungsgrad sind folgende Faktoren zu beachten:
- Generelle verfügbare Energiemenge der primären Energiequelle
- Erschliessbare Vorkommen
- Kosten pro erzeugter Energieeinheit
- Technische Realisierbarkeit der Verbrennung
- Umweltbelastung etwa durch Emissionen, Abwärme oder ionisierende Strahlung
- Betriebsrisiken

## Kühlung
Wärmekraftwerke gewinnen ihre Energie aus einer Temperaturdifferenz. Je höher diese ist, desto mehr Energie kann gewonnen werden. Neben einer möglichst heißen Wärmequelle ist daher auch eine möglichst kalte Wärmesenke hilfreich, weshalb viele Wärmekraftwerke an geeigneter Stelle eine Kühlung ihres Arbeitsmittels vorweisen.
Viele Wärmekraftwerke nutzen zur Kühlung das Wasser vorbeifließender Flüsse. Das erspart oder unterstützt den Kühlturm mit seinen vielen Nachteilen und die Temperatur am Auslass der Dampfturbine kann wirkungsvoller abgesenkt werden. Allerdings kann dadurch im Austausch das Flusswasser zu warm werden. Es sind deshalb Grenzwerte festgelegt, um wie viel Grad Celsius bzw. auf welche Temperatur der Fluss maximal erwärmt werden darf, um ein Umkippen zu vermeiden. Dies kann insbesondere im Sommer bei hohen Wassertemperaturen dazu führen, dass ein Kraftwerk abgeschaltet werden muss. Seit den 1970er Jahren wurden sogenannte Wärmelastpläne eingerichtet, die die maximale Temperatur des jeweiligen Gewässers aufweisen. Eine weitere (auch kombinierbare) Möglichkeit ist die Verwendung von Kühltürmen, über die die Abwärme abgegeben wird, sofern man sie nicht über die Kraft-Wärme-Kopplung zur Heizung benachbarter Wohnsiedlungen oder von Gewächshäusern nutzen kann.
Wärmekraftwerke gehören zu den größten Wasserverbrauchern in der Wirtschaft. In den Industriestaaten entfällt etwa 40 % der gesamten Wasserentnahme aus Frischwasserquellen auf Wärmekraftwerke, wobei die höchsten Verbräuche Kernkraftwerke und (zukünftige) Kohlekraftwerke mit CO2-Abscheidung und -Speicherung aufweisen.

## Kühlverfahren
Bei jedem der folgend beschriebenen Kühlverfahren muss das aus dem Fluss entnommene Wasser mit Hilfe von Filteranlagen von den immer vorhandenen Grobverschmutzungen gereinigt werden. Zu diesem Zweck werden Treibgutrechen und ggf. Filter verwendet, wobei die Filter in erster Linie einzelne Komponenten wie Kondensator und Wärmeübertrager schützen.
Das erhitzte Flusswasser wird anschließend in einem Kühlturm oder auch einem Kühlteich soweit abgekühlt, dass es entweder in ein Fließgewässer abgegeben oder erneut im Kühlkreislauf verwendet werden kann.
Weiterhin wirken die Kühltürme großer Kraftwerke wie Luftwäscher. Ihre reinigende Wirkung auf die sie durchströmende Luft bleibt für die Umwelt gering, der ausgewaschene Staub konzentriert sich jedoch im Kühlwasser und kann eine erhebliche Verschmutzung der nachgeschalteten Anlagenteile bewirken.
Direkte Kühlung
Im einfachsten Fall wird das aus einem Fluss entnommene Wasser direkt zur Kühlung hinter der Turbine verwendet; dabei sind besonders die Kondensatoren der Dampfturbinen von Verschmutzung betroffen, die daher mit dem Kugelumlaufverfahren gereinigt werden müssen.
Zwei- und mehrstufiger Kühlkreislauf
Damit Verschmutzungen nicht den nachgeschalteten Turbinenkondensator verstopfen und damit unwirksam machen, wird das Turbinenkondensator-Kühlwasser mitunter in einem (weitgehend) geschlossenen Kühlwasserkreislauf gekühlt, dem Primär-Kühlkreislauf. Dieses Kühlwasser wird seinerseits über einen Wärmeübertrager vom Flusswasser (Sekundär-Kühlwasser) gekühlt, das Sekundärkühlwasser befindet sich dann meist in einem offenen Kreislauf.
Bei Atomkraftwerken ist mitunter eine weitere Trennstufe vorhanden – also drei Kühlwasserkreisläufe, um radioaktive und nicht-radioaktive Bereiche zu trennen.
| Kühlsystem                     | Effizienzfaktor |
| ------------------------------ | --------------- |
| Durchlaufkühlung (Seewasser)   | 1,024           |
| Durchlaufkühlung (Flusswasser) | 1,015           |
| Nasskühlturm                   | 1,000           |
| Trockenkühlturm                | 0,952           |

### Durchlaufkühlung ohne Kühlturm

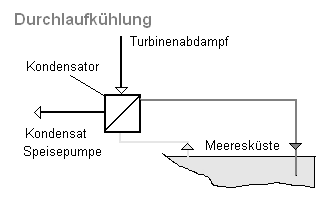
Durchlaufkühlung

Wenn das erwärmte Kühlwasser unbehandelt in das Gewässer zurückgeführt wird, handelt es sich um eine Durchlaufkühlung. Die Durchlaufkühlung stellt die effizienteste und wirtschaftlichste Form der Kühlung dar. Sie kann jedoch nur dort angewandt werden, wo der Wärmeeintrag keine unzumutbare Belastung für das Gewässer darstellt. Kritisch sind die Sommermonate, weil dann ein Umkippen des Gewässers erfolgen kann. In Deutschland wird Durchlaufkühlung vorwiegend an Küstenstandorten oder am Rhein betrieben. Speziell am Rhein hat die "Arbeitsgemeinschaft der Bundesländer zur Reinhaltung des Rheins (ARGE Rhein)" bereits 1971 einen Wärmelastplan für den deutschen Rheinabschnitt vorgelegt, der noch heute Gültigkeit besitzt.

### Ablaufkühlung mit Kühlturm

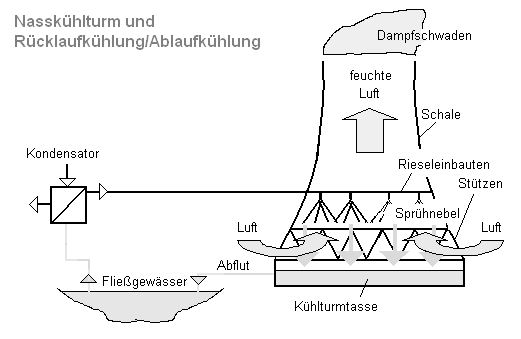
Ablaufkühlung

Bei diesem Verfahren wird einem Fließgewässer das notwendige Kühlwasser entnommen, im Kondensator erwärmt und dann im Kühlturm versprüht. Das nicht verdampfte und auf seine Ursprungstemperatur abgekühlte Wasser wird wieder dem Fließgewässer zugeführt, um Salze und Verunreinigungen auszuschwemmen. Letztere würden in ihrer Konzentration ständig zunehmen, wenn das nicht an die Atmosphäre abgegebene Wasser wiederholt im Turm eingesetzt werden würde.

### Umlaufkühlung mit Kühlturm

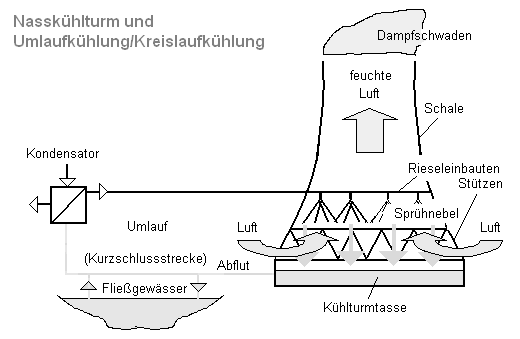
Umlaufkühlung

Die Umlaufkühlung verwendet stets das gleiche Wasser; es werden ausschließlich die Verluste aus Verdampfung und Abflut ergänzt. Dieses Verfahren hat sich bei einem geringen Angebot an Kühlwasser sehr bewährt. Jedoch hat die ständige Verdunstung eine Aufsalzung (die Eindickung) des Kühlwassers zur Folge, sodass es zu Ablagerungen insbesondere von Calcium- und Magnesium-Karbonaten (Härtebildner) kommt. Um dem Effekt entgegenzuwirken, wird das Kühlwasser mit Chemikalien (z. B. Phosphonsäure) stabilisiert. Ab einer gewissen Obergrenze des Gesamtsalzgehaltes und der Gesamthärte muss über Abflut und Frischwasserzulauf eine Verdünnung des Kühlwassers herbeigeführt werden. Beim Einleiten der Abflut in städtische Schmutzwasseranlagen (Indirekteinleitung) oder Gewässer (Direkteinleitung) gelten staatliche Umweltauflagen. Ein weiteres Problem der Umlaufkühlung ist das Wachstum von Mikroorganismen. Neben dem Fouling müssen hygienische Probleme mit lungengängigen Bakterien im Kühlturm (Legionella spec., Pseudomonas aeruginosa) berücksichtigt werden. Daher wird das Kühlwasser auch mit Biozid und Bio-Dispergator behandelt.

## Technische Realisierungen des Prinzips Wärmekraftwerk
- Wärmeentnahme aus der Natur (alle regenerativ):
  - Erdwärmekraftwerk
  - Meereswärmekraftwerk
  - Sonnenwärmekraftwerk
- Wärmefreisetzung im Kraftwerk selber:
  - Kernphysikalisches Kraftwerk
    - Kernkraftwerk (eigentlich Kernspaltungskraftwerk)
    - Kernfusionskraftwerk (bislang nur Forschungsanlagen)

  - Kohlekraftwerk
    - Braunkohlekraftwerk
    - Steinkohlekraftwerk

  - Torfkraftwerk
  - Heizölkraftwerk
  - Erdgaskraftwerk
  - Gasturbinenkraftwerk
  - GuD-Kraftwerk
  - Biomassekraftwerk (Erneuerbare Energiequelle)
- Wärmeentnahme aus anderen technischen Prozessen:
  - Abwärmekraftwerk
    - Müllheizkraftwerk